# Land van Rijen
Het Land van Rijen (Rien, Ryen, Reyen) is mogelijk een historische benaming voor het rietland, met andere woorden het gebied dat de vruchtbare bodem bevat van een vallei van een rivier of stroom.
Deze benaming wordt onder meer gebruikt in de provincie Antwerpen en meer precies in de omgeving van Viersel. Dit gedeelte van de vallei van de Nete bevat de woonplaatsen Viersel, Nijlen, Pulle, Zandhoven, Broechem, Emblem, Kessel en Lier. In Merksem en Schoten vindt men de naam Ryen terug in het scoutingsdistrict Ten Reyen.
Het Land van Rijen was ook een van de acht kwartieren van het markgraafschap Antwerpen. Het was het gebied vlak bij de stad Antwerpen zelf, met onder andere Merksem, Deurne, Broechem, Kontich (gedeeltelijk) en Hove. De beide begrippen hebben dezelfde oorsprong, maar worden niet altijd gebruikt in een welomschreven betekenis die op precies dezelfde gemeenten slaat.
In een nog verder verleden, vanaf de 5e eeuw, werd het hele gebied dat nu ongeveer overeenkomt met het westen van de provincie Antwerpen ten noorden van de Rupel (ongeveer het huidige arrondissement Antwerpen) de pagus Renensium, de gouw Rien of het land van Ryen genoemd. In die betekenis kwam het rond de 11e eeuw overeen met het markgraafschap Antwerpen.